# Views
Views ist das vierte Album des kanadischen Rappers Drake. Es erschien am 29. April 2016 unter den Labels Young Money Entertainment, Cash Money Records und Republic Records und wird dem Hip-Hop-Genre zugeordnet.

## Hintergrund
Views ist Drake viertes Studioalbum.
Das Album wurde in einem zweijährigen Zeitraum produziert. Neben Drake und 40 als geschäftsführende Produzenten waren noch viele weitere an der Produktion beteiligt, unter anderem auch der US-amerikanische Rapper Kanye West.
Das Cover des Albums wurde am 24. April 2016 auf Drakes Twitter-Account veröffentlicht. Es zeigt ihn auf dem Dach des CN Towers sitzend. Berechnungen, die ergaben, dass die Größenproportionen nicht stimmen könnten und Drake dem Bild nach über vier Meter groß sein müsse, wurden vielfach diskutiert.

## Titelliste
| Nr.          | Titel                            | Autor(en) | Länge |
| ------------ | -------------------------------- | --- | ----- |
| 1.           | Keep the Family Close            | | 5:29  |
| 2.           | 9                                | Aubrey Drake Graham, Noah Shebib, Craig Marsh, David Brooks, David Harrisingh, Matthew Samuels, Craig Harrisingh, Brian Alexander Morgan                  | 4:16  |
| 3.           | U With Me?                       | Brian Alexander Morgan, Ricci Riera, Jahron Brathwaithe                                                                                                   | 4:57  |
| 4.           | Feel No Ways                     | Aubrey Graham, Malcolm Mclaren, Anne Dudley, Nayvadius Wilburn, Noah Sehbib, Jordan Ullman                                                                | 4:00  |
| 5.           | Hype                             | Aubrey Drake Graham, Mathew Jehu Samuels, Paul Jefferies, Anthony Joseph Tucker, Kevin Gomringer, Tim Gomringer                                           | 3:29  |
| 6.           | Weston Road Flows                | Aubrey Drake Graham, Noah Shebib, Steven Vidal, Mary J. Blige, Sean Combs, Chucky Thompson, Jon Levine, David Carty                                       | 4:14  |
| 7.           | Redemption                       | Aubrey Drake Graham, Noah, Shebib, Raymond Norwood, Lashawn Ameen Daniels, Fred Jerkins Iii, Michael Olsen                                                | 5:34  |
| 8.           | With You (feat. PartyNextDoor)   | Aubrey Drake Graham, Jahron Anthony Brathwraithe, Carl E. Mccormick, Shane Lee Lindstrom, Paul Jefferies                                                  | 3:15  |
| 9.           | Faithfull (feat. Pimp C & dvsn)  | Aubrey Drake Graham, Noah Shebib, Paul Jefferies, Matthew Samuels, Chad L. Butler, Johnta Austin, Bryan Michael Paul Cox, Kevin Hicks, Daniel Daley       | 4:50  |
| 10.          | Still Here                       | Aubrey Drake Graham, Dwayne Carter, Noah James Shebib, Mannest Biday                                                                                      | 3:10  |
| 11.          | Controlla                        | Aubrey Drake Graham, Matthew Samuels, Allen Ritter, Dwayne Chin-quee, Stephen Mcgregor, Moses Davis, Donald, Gary Jackson, Patrick Roberts, Andrew Thomas | 4:05  |
| 12.          | One Dance (feat. Whizkid & Kyla) | Errol Reid, Paul Jefferies, Aubrey Graham, Luke Reid, Noah Shebib, Kyla Smith, Ayodeji Balogun                                                            | 2:54  |
| 13.          | Grammys (feat. Future)           | Aubrey Drake Graham, Noah James Shebib, Ronald N Latour, Joshua Howard Quellen, Daveon Lamont Jackson, Nayvadius Wilburn                                  | 3:40  |
| 14.          | Child’s Play                     | Aubrey Drake Graham, Leland Tyler Wayne, Damon Yul Wimbley, Mark Morales, Malcom Nichols, Darren Robinson, Noah James Shebib                              | 4:01  |
| 15.          | Pop Style                        | Shawn C. Carter, Aubrey Drake Graham, Matthew Jehu Samuels, Rupert Thomas, Adam King Feeney, Noah, James Shebib                                           | 3:32  |
| 16.          | Too Good (feat. Rihanna)         | Aubrey Drake Graham, Robyn Fenty, Paul Jefferies, Mannest Bidaye, Dwayne Richard Chin-quee, A Martin                                                      | 4:23  |
| 17.          | Summer’s Over Interlude          | Majid Al Maskat, Mannest Biyade | 1:46  |
| 18.          | Fire & Desire                    | Aubrey Drake Graham, Rochad Holiday, Brandy Norwood, Noah James Shebib, Curtis Larson, Iii Wilson, William Jeffrey Young                                  | 3:58  |
| 19.          | Views                            | Aubrey Drake Graham, Marvin Winans | 5:11  |
| 20.          | Hotline Bling                    | Aubrey Drake Graham, Timmy Thomas | 4:27  |
| Gesamtlänge: | Gesamtlänge:                     | Gesamtlänge: | 81:15 |

## Rezeption

### Kriktiken
Das Album erhielt gemischte Kritiken. Der Spiegel nennt das Album „Hip-Hop mit Gefühl“ und lobt die Authentizität der einzelnen Lieder: „Bei Drake sind die Gefühle schmutzig, stilisiert, lustig, traurig – beinahe wie im echten Leben.“
Laut.de vergab zwei von fünf Sternen und kritisiert, dass Drake sich bei Views auf seinem bisherigen Ruhm ausruhe und kaum „über den Tellerrand blickt“. Stattdessen verfolge er weiter sein Erfolgskonzept und wage keine „risikoreiche[n] Vorstöße in unbekannte Gefilde“.

### Preise
Bei den Grammy Awards 2017 wurde Views in der Kategorie Best Rap Album nominiert, unterlag jedoch Coloring Book von Chance the Rapper.

## Kommerzieller Erfolg

### Chartplatzierungen
| ChartsChartplatzierungen       | Höchstplatzierung | Wochen |
| ------------------------------ | ----------------- | ------ |
| Deutschland (GfK)              | 11 (23 Wo.)       | 23     |
| Kanada (MC)                    | 1 (133 Wo.)       | 133    |
| Österreich (Ö3)                | 20 (7 Wo.)        | 7      |
| Schweiz (IFPI)                 | 4 (25 Wo.)        | 25     |
| Vereinigte Staaten (Billboard) | 1 (134 Wo.)       | 134    |
| Vereinigtes Königreich (OCC)   | 1 (111 Wo.)       | 111    |

| ChartsJahrescharts (2016)      | Platzierung |
| ------------------------------ | ----------- |
| Deutschland (GfK)              | 100         |
| Schweiz (IFPI)                 | 76          |
| Vereinigte Staaten (Billboard) | 2           |
| Vereinigtes Königreich (OCC)   | 8           |

| ChartsJahrescharts (2017)      | Platzierung |
| ------------------------------ | ----------- |
| Vereinigte Staaten (Billboard) | 13          |
| Vereinigtes Königreich (OCC)   | 52          |

| ChartsJahrescharts (2018)      | Platzierung |
| ------------------------------ | ----------- |
| Vereinigte Staaten (Billboard) | 47          |

| ChartsJahrescharts (2019)      | Platzierung |
| ------------------------------ | ----------- |
| Vereinigte Staaten (Billboard) | 69          |

| ChartsJahrescharts (2020)      | Platzierung |
| ------------------------------ | ----------- |
| Vereinigte Staaten (Billboard) | 98          |

| ChartsJahrescharts (2021)      | Platzierung |
| ------------------------------ | ----------- |
| Vereinigte Staaten (Billboard) | 103         |

| ChartsJahrescharts (2022)      | Platzierung |
| ------------------------------ | ----------- |
| Vereinigte Staaten (Billboard) | 80          |

| ChartsJahrescharts (2023)      | Platzierung |
| ------------------------------ | ----------- |
| Vereinigte Staaten (Billboard) | 60          |

| ChartsJahrescharts (2024)      | Platzierung |
| ------------------------------ | ----------- |
| Vereinigte Staaten (Billboard) | 79          |

### Auszeichnungen für Musikverkäufe
| Land/Region                  | Auszeichnungen für Musikverkäufe (Land/Region, Auszeichnung, Verkäufe) | Verkäufe   |
| ---------------------------- | ---------------------------------------------------------------------- | ---------- |
| Australien (ARIA)            | 2× Platin                                                              | 140.000    |
| Dänemark (IFPI)              | 5× Platin                                                              | 100.000    |
| Deutschland (BVMI)           | Gold                                                                   | 100.000    |
| Finnland (IFPI)              | 2× Platin                                                              | 40.000     |
| Frankreich (SNEP)            | 2× Platin                                                              | 200.000    |
| Italien (FIMI)               | Platin                                                                 | 50.000     |
| Kanada (MC)                  | 6× Platin                                                              | 480.000    |
| Mexiko (AMPROFON)            | 3× Gold                                                                | 90.000     |
| Neuseeland (RMNZ)            | 6× Platin                                                              | 90.000     |
| Niederlande (NVPI)           | Platin                                                                 | 40.000     |
| Österreich (IFPI)            | Gold                                                                   | 7.500      |
| Polen (ZPAV)                 | Platin                                                                 | 20.000     |
| Portugal (AFP)               | Platin                                                                 | 7.000      |
| Schweden (IFPI)              | 2× Platin                                                              | 80.000     |
| Singapur (RIAS)              | Platin                                                                 | 10.000     |
| Vereinigte Staaten (RIAA)    | 8× Platin                                                              | 8.000.000  |
| Vereinigtes Königreich (BPI) | 3× Platin                                                              | 900.000    |
| Insgesamt                    | 3× Gold · 42× Platin ·                                                 | 10.354.500 |

Hauptartikel: Drake (Rapper)/Auszeichnungen für Musikverkäufe